# Cantonul Roye
Cantonul Roye este un canton din arondismentul Montdidier, departamentul Somme, regiunea Picardia, Franța.

## Comune
- Armancourt
- Balâtre
- Beuvraignes
- Biarre
- Billancourt
- Breuil
- Carrépuis
- Champien
- Crémery
- Cressy-Omencourt
- Curchy
- Damery
- Dancourt-Popincourt
- L'Échelle-Saint-Aurin
- Ercheu
- Étalon
- Fonches-Fonchette
- Fresnoy-lès-Roye
- Goyencourt
- Gruny
- Hattencourt
- Herly
- Laucourt
- Liancourt-Fosse
- Marché-Allouarde
- Moyencourt
- Rethonvillers
- Roiglise
- Roye (reședință)
- Saint-Mard
- Tilloloy
- Verpillières
- Villers-lès-Roye